# Laganfielá Moru Uatara
Laganfielá Moru Uatara (em diúla: Laganfiela Moru Wattara; em francês: Laganfiela Morou Ouattara) foi um nobre africano mandinga do século XIX, fagama do Reino de Guirico entre 1851 e 1854. Não se sabe sua relação com o fagama anterior. Em seu reinado, a fragmentação de Guirico se agrava, e o reino fica impotente diante da pressão dos povos subjugados. Foi sucedido por Ali Diã Uatara (r. 1854–1878).